# Эдер, Норберт
Норберт Албан Эдер (нем. Norbert Alban Eder; 7 ноября 1955, Деттельбах, Бавария — 2 ноября 2019, Розенхайм, Бавария) — немецкий футболист, защитник. Тренер.
За 14 лет карьеры в Бундеслиге сыграл 433 матча и забил 33 мяча.

## Клубная карьера
10 лет молодёжной карьеры провёл в «Бибергау». Ещё один сезон молодёжной карьеры провёл в «Нюрнберге». С «Нюрнберга» Норберт решил начать профессиональную карьеру в 1974 году в возрасте 19 лет. В сезоне 1977/78 Эдер помог клубу выйти из Второй Бундеслиги в основную, но уже в следующем сезоне «Нюрнберг» вернулся обратно во Вторую Бундеслигу
Летом 1984 года в возрасте 28 лет Эдер подписал контракт с мюнхенской «Баварией» за 150,000 немецких марок. За 4 года в «Баварии» Норберт никогда не принимал участие менее чем в 32 матчах. В сезоне 1986/87 появился в 44 официальных матчах команды из Мюнхена, в том числе сыграл девять матчей в Кубке чемпионов 1986/87 (в финальном матче против португальского «Порту» отыграл все 90 минут встречи).
Завершил карьеру в июне 1989 года в швейцарском «Цюрихе», за который провёл только один сезон. После карьеры игрока работал главным тренером исключительно в любительских командах.

## Карьера за сборную
Дебют за сборную ФРГ состоялся 11 мая 1986 года в товарищеском матче против сборной Югославии в Бохуме (1:1).
Был включен Францем Беккенбауэром в состав сборной на чемпионат мира 1986 года в Мексике. Тогда ФРГ дошла до финала, где со счётом 2:3 проиграла Аргентине (отыграл все 90 минут матча).

## Достижения

### Клубные
Нюрнберг
- Чемпион Второй Бундеслиги: 1979/80
- Финалист Кубка ФРГ: 1981/82

«Бавария»
- Чемпион ФРГ: 1984/85, 1985/86, 1986/87
- Обладатель Кубка ФРГ: 1985/86
- Финалист Кубка ФРГ: 1984/85
- Финалист Кубка европейских чемпионов: 1986/87

### Сборная
- Вице-чемпион мира: 1986